# Marie-Adélaïde av Savojen

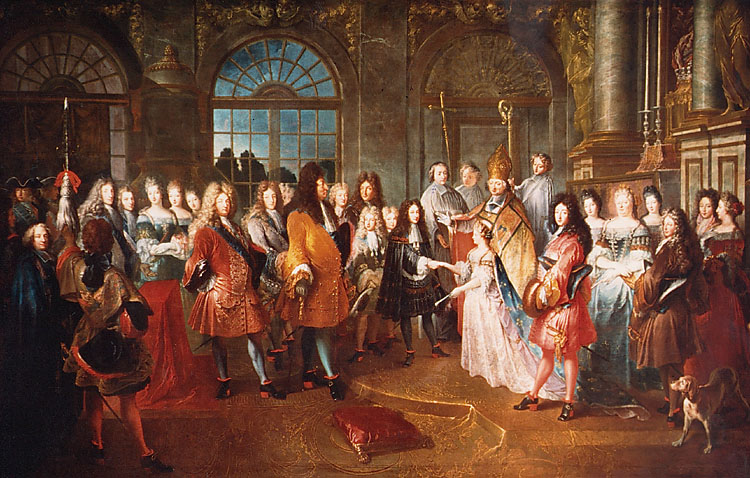
Bröllopet mellan Marie Adélaïde av Savojen och Prins Ludvig, hertig av Burgund.

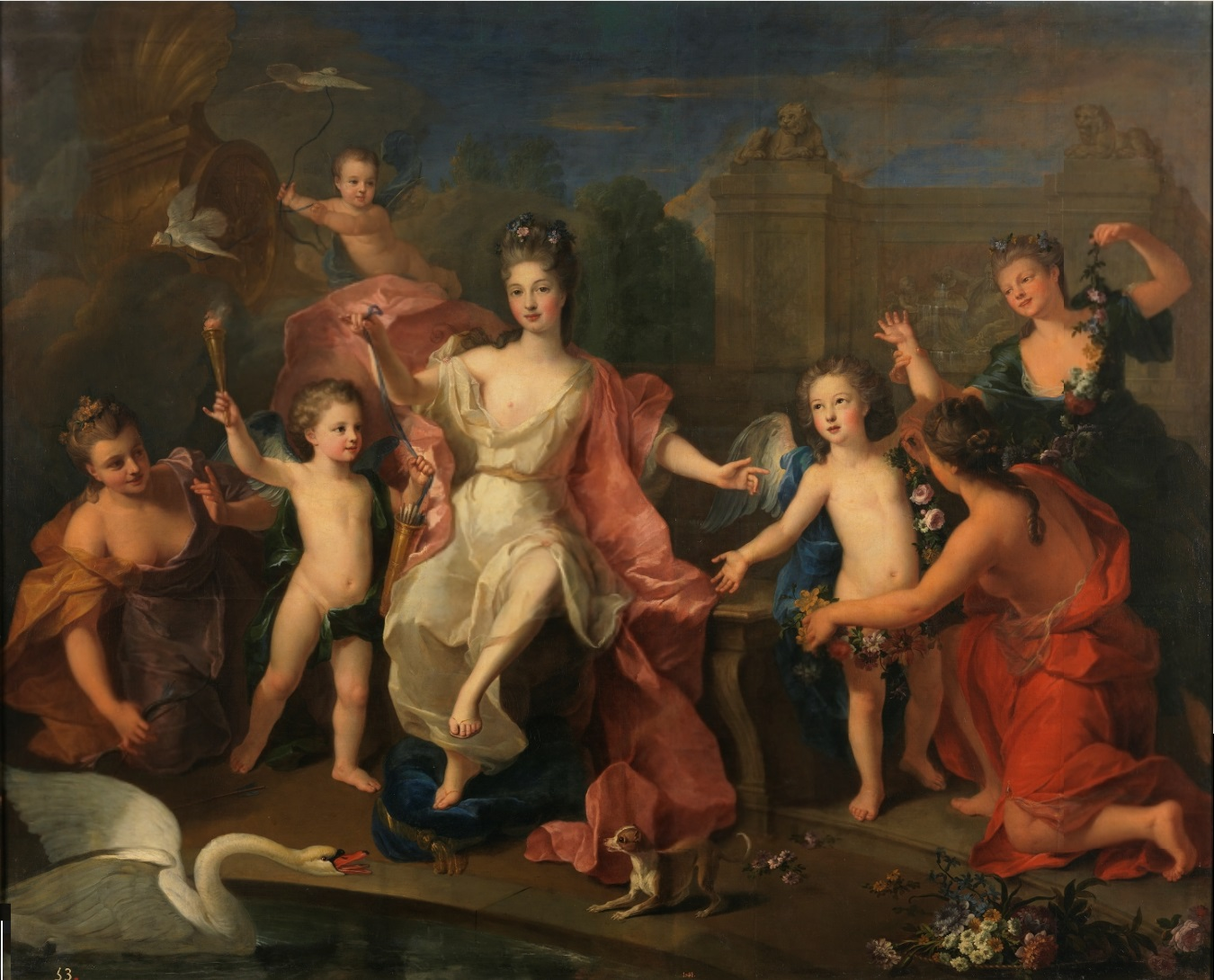
Marie Adélaïde av Savojen och hennes söner.

Marie-Adélaïde av Savoyen, född 6 december 1685, död 12 februari 1712, var en fransk kronprinsessa, gift med Ludvig av Frankrike, hertig av Burgund. Hon var mor till kung Ludvig XV av Frankrike. 

## Biografi

### Bakgrund
Marie Adélaïde var dotter till Viktor Amadeus II av Savoyen och hans franska hustru Anne d'Orléans samt dotterdotter till Filip av Frankrike, Hertig av Orléans och Henrietta av England. Vid tio års ålder förlovades hon med sin jämnårige syssling Prins Ludvig, hertig av Burgund, son till kronprins Ludvig av Frankrike. Samma år (1695), fördes hon till Versailles för att uppfostras till fransk drottning. Uppfostran övervakades av kungens morganatiska hustru madame de Maintenon. 
Marie-Adélaïde beskrivs som livlig, självständig, charmfull och mycket bortskämd, och tyckte om att uppträda informellt och bryta mot etiketten.  Det noteras att hon kom väl överens med sin morfar, prins Filip, Madame de Maintenon och kungen, men inte med någon av de övriga medlemmarna av kungahuset. Hon hade fått instruktioner av sin farmor före äktenskapet om att det var nödvändigt att komma överens med madame de Maintenon, vilket hon också gjorde; hon bodde länge i hennes rum och gick regelbundet på lektioner i Maintenons skola i St Cyr.

### Äktenskap
Hon blev gift med sin jämnårige make vid tolv års ålder, den 7 december 1697, och fick genom vigseln titeln hertiginna av Bourgogne. Eftersom både drottningen och kronprinsessan var döda fick hon genom sitt äktenskap högst rang bland kungahusets kvinnor och blev Frankrikes "första dam".
Hon och hennes make undervisades tillsammans men visade inget intresse för varandra före fullbordandet av äktenskapet, som skedde år 1699, två år efter vigseln, då de var 14 år. Efter detta blev maken passionerat förälskad i henne och fortsatte att vara det även i fortsättningen. 
Själv blev hon först förälskad i markis Louis Armand de Nangis, därefter i markis de Maulévrier och sedan i abbé Melchior de Polignac. Förälskelsen i Nangis var obesvarad och han var i stället förälskad i hennes hovdam, men hon hade ett förhållande med Maulévrier en tid. Maulévrier simulerade lungtuberkulos för att undvika att sändas till fronten och i stället få stanna hos henne vid hovet, och kunde under förebärande av sin av sjukdom svaga röst få tillåtelse att viska i hennes öra. Maken och Ludvig XIV fick aldrig reda på historien, men i övrigt blev affären snart allmän kännedom vid hovet, och hovläkare Guy-Crescent Fagon gjorde på madame de Maintenons order slut på förhållandet genom att ordinera Maulévrier en sjukresa till Spanien. Maken kände inte till hennes kärleksaffärer, och hon ska aldrig ha låtit honom märka att han älskade henne mer än hon älskade honom.

### Livet vid hovet
Hennes morfars bror och makes farfar, kung Ludvig XIV av Frankrike, var mycket förtjust i henne, älskade att skämma bort henne och betraktade henne som en idealisk blivande drottning. Hon kallades en "gående docka", och brukade till och med leta igenom hans skrivbord, och det sades att kungen inte hade älskat någon annan så mycket. Hon gjorde allt hon kunde för att muntra upp kungen. En gång ska hon suttit i knäet på Madame de Maintenon och frågat henne: "Säg mig hur jag bäst ska behaga kungen!" Han tillät henne att bryta mot hovetiketten, lät uppföra en zoologisk trädgård, La Menagerie, åt henne i Versailles och lät henne rota igenom statspapperen i hans skrivbord, något som orsakade rykten om att hon hade sänt krigshemligheter till Savojen. Det finns dock inga tecken på att detta verkligen skett. Under det spanska tronföljdskriget tillät kungen spel vid hovet trots att han annars brukade förbjuda det under krigstid, bara för att hon tyckte om det. 
Hon brydde sig inte om vad man tyckte om henne vid hovet, och sade en gång: "Jag bryr mig inte om vad de tycker, och jag ska bli deras drottning!" Hon tyckte om maskerader och att klä ut sig, brukade bada i floden och tälta vid stranden vid varmt väder, dansa hela nätterna och supera i Hallarna i Paris. Hon visade inget intresse för att uppträda i enlighet med sin rang, utan klädde sig slarvigt, sprang omkring i rummen och dansade omkring med sina hovdamer. Hon undergick en karaktärsförändring omkring vintern 1709-1710, då hon frivilligt ställde in samtliga fester vid hovet av sparsamhetskäl, trots att kungen uttryckligen hade sagt henne att hennes nöjen skulle undantas från den allmänna sparsamhetspolitik som orsakades av detta års ovanligt stränga vinter, hungersnöd och krig.

### Död
Den 14 april 1711 avled hennes svärfar. Dödsfallet gjorde hennes make och henne till dauphin och dauphine, det vill säga kronprins och kronprinsessa av Frankrike. Tidigt året därpå blev både hon och hennes man sjuka i någon sjukdom, möjligen mässling. Hon dog 12 februari 1712, följd av maken sex dagar senare. På dödsbädden sade hon till hertiginnan av Guiche: "Farväl, vackra hertiginna. I dag kronprinsessa och imorgon ingenting."

## Barn
1. Ludvig av Frankrike, hertig av Bretagne, född 25 juni 1704,[7] död 13 juni 1705;
2. Ludvig av Frankrike, hertig av Bretagne, född 8 januari 1707, död 3 mars 1712, dauphin mellan 18 februari 1712 och 3 mars 1712;
3. Ludvig XV av Frankrike, född 15 februari 1710, död 10 maj 1774, fransk konung 1715-1774.